# Yby Pytá

Yby Pytá é um distrito do Paraguai, localizado no departamento de Canindeyú. Possui área de 807 km² e 11 792 habitantes. Emancipada em 11 de abril de 2013, sendo antes parte dos distritos de Villa Ygatimí, Curuguaty y Corpus Christi 

## Transporte
O município de Yby Pytá é servido pela seguinte rodovia:
- Caminho em terra ligando o município a cidade de Villa Ygatimí.
- Ruta 10, que liga a cidade de Villa del Rosario (Departamento de San Pedro). ao município de Salto del Guairá (Departamento de Canindeyú).[2][3][4]